# PalaOlimpia
Il Pala AGSM AIM (ex PalaOlimpia e Pala Agsm) è un impianto sportivo polivalente di Verona.
Oltre ad ospitare molte delle manifestazioni sportive della provincia, presso il palazzetto veronese si tengono anche importanti concerti e spettacoli.
Per quanto riguarda lo sport, oggi il Pala AGSM AIM ospita le partite interne del Verona Volley (squadra di Superlega), della Scaligera Basket (che milita in serie A2) importante squadra di pallacanestro capace di vincere anche titoli europei (Coppa Korać 1998) e nazionali, e del Verona Calcio a 5, squadra cittadina militante nel campionato regionale di C1.
Il palasport è situato a pochi passi dallo stadio Bentegodi, presso il piazzale Olimpia: dista una decina di minuti a piedi dalla stazione, poco più di 5 minuti in auto dal casello Verona Nord e circa 15 minuti in auto dall'aeroporto cittadino.